# 1859 en Grèce
Chronologie de la Grèce
- 1855
- 1856
- 1857
- 1858
- 1859
- 1860
- 1861
- 1862
- 1863

Cette page concerne les évènements survenus en 1859 en Grèce  :

## Événement
- Élections législatives

## Sport
- 15 novembre : Ouverture des premiers Jeux olympiques de Záppas, à Athènes.

## Naissance
- Geórgios Drosínis (el), écrivain.
- Panagiótis Kastriótis (el), archéologue.
- Kostís Palamás, poète.
- Geórgios Papandréou (el), historien.
- Geórgios Polymenákos, général.
- Spyrídon Staís (el), personnalité politique.
- Stéfanos Thomópoulos (el), historien.

## Décès
- Anastásios Karatásos (el), militaire.
- Ioánnis Miaoúlis (el), officier de marine.
- Konstantínos Vardaláchos (el), enseignant et écrivain.